# Afrikaspiele 2019/Leichtathletik – 3000 m Hindernis der Männer

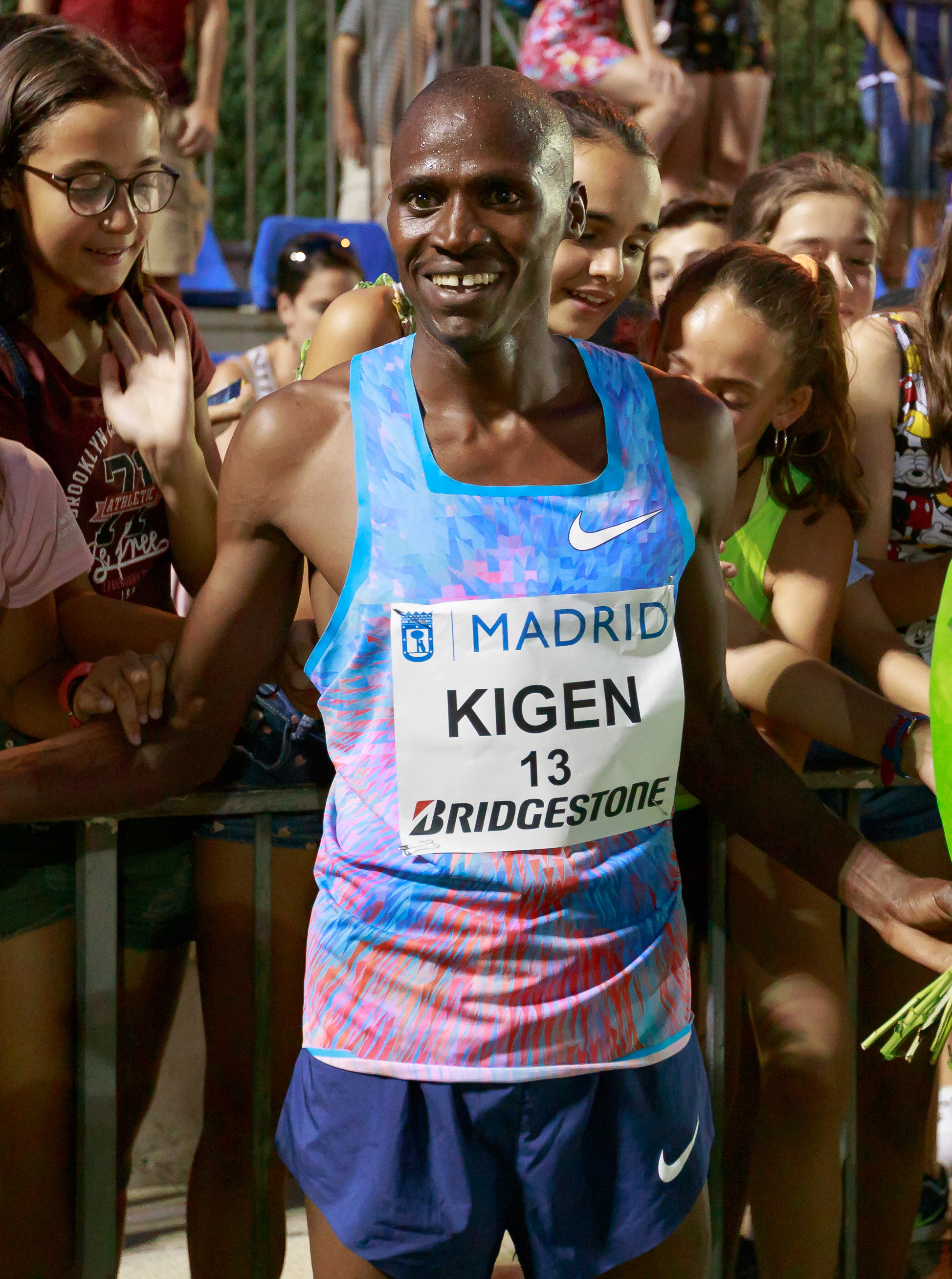
Der Sieger Benjamin Kigen (2017)

Der 3000-Meter-Hindernislauf der Männer bei den Afrikaspielen 2019 fand am 26. August im Stade Moulay Abdallah in Rabat statt.
16 Hindernisläufer aus neun Ländern nahmen an dem Wettbewerb teil. Die Goldmedaille gewann Benjamin Kigen mit 8:12,39 min, Silber ging an Getnet Wale mit 8:14,06 min und die Bronzemedaille gewann Soufiane el-Bakkali mit 8:19,45 min.

## Rekorde
| Weltrekord        | Saif Saaeed Shaheen | 7:53,63 min | Brüssel, Belgien               | 3. September 2004 |
| Rekord der Spiele | Ezekiel Kemboi      | 8:12,27 min | Afrikaspiele in Abuja, Nigeria | 13. Oktober 2003  |

## Ergebnis
26. August 2019, 18:04 Uhr
| Platz | Athlet                   | Land      | Zeit (min) |
| ----- | ------------------------ | --------- | ---------- |
|       | Benjamin Kigen           | Kenia     | 8:12,39    |
|       | Getnet Wale              | Äthiopien | 8:14,06    |
|       | Soufiane el-Bakkali      | Marokko   | 8:19,45    |
| 4     | Takele Nigate            | Äthiopien | 8:23,48    |
| 5     | Boniface Abel Sikowo     | Uganda    | 8:28,53    |
| 6     | Mohamed Tindouft         | Marokko   | 8:33,30    |
| 7     | Salem Mohamed Attiaallah | Ägypten   | 8:34,87    |
| 8     | Mohamed Ismail Ibrahim   | Dschibuti | 8:42,59    |
| 9     | Tesfaye Deriba           | Äthiopien | 8:44,59    |
| 10    | Bilal Tabti              | Algerien  | 8:45,59    |
|       | Yemane Haileselassie     | Eritrea   | DSQ        |
|       | Amor Ben Yahia           | Tunesien  | DNF        |
|       | Abdelkarim Ben Zahra     | Marokko   | DNF        |
|       | Joash Kiplimo            | Kenia     | DNF        |
|       | Conseslus Kipruto        | Kenia     | DNF        |
|       | Mohamed Amine Jihnaoui   | Tunesien  | DNF        |